# 栃木県道169号栗山日光線

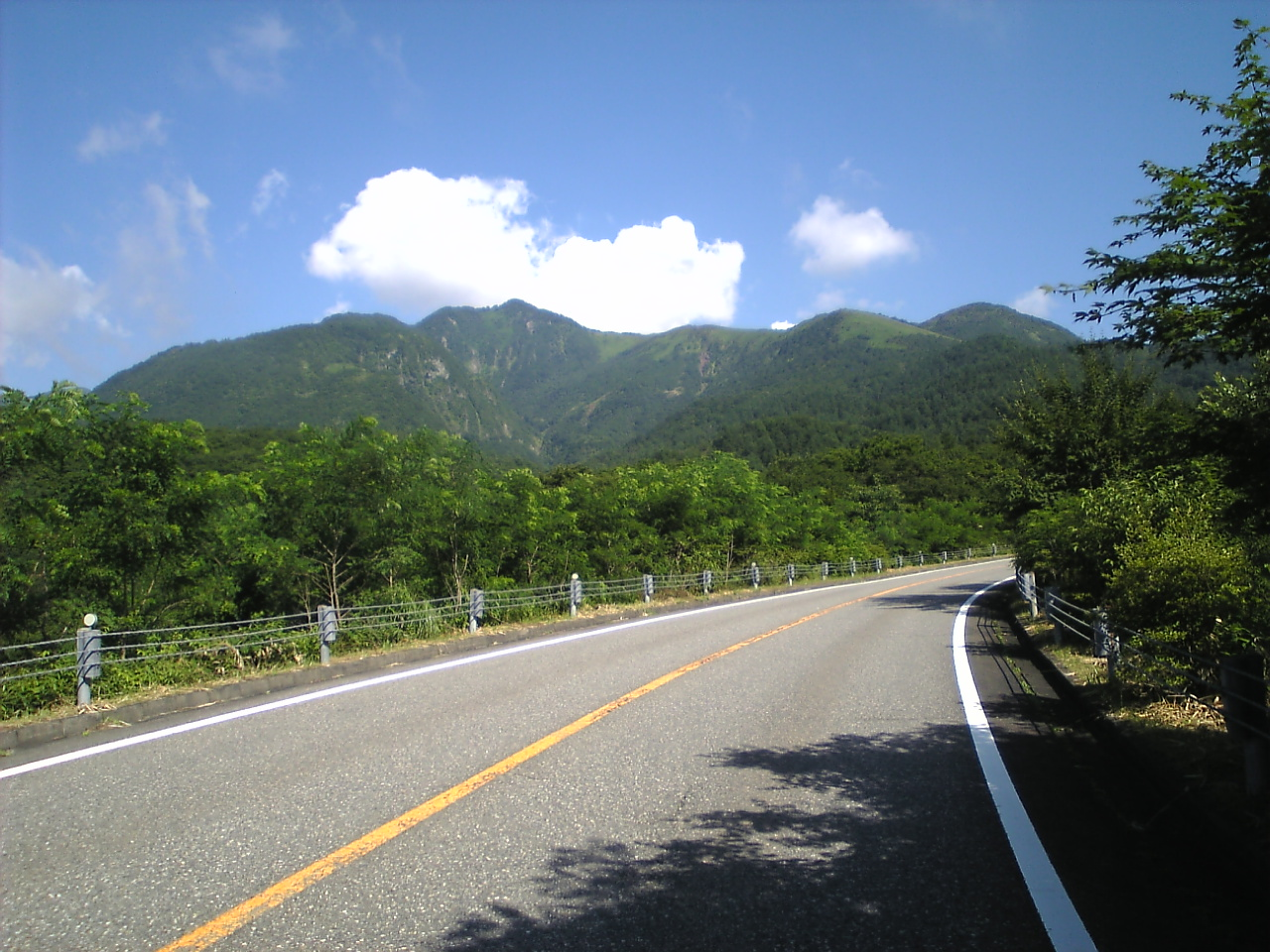
霧降高原道路から望む女峰山（2010年8月）

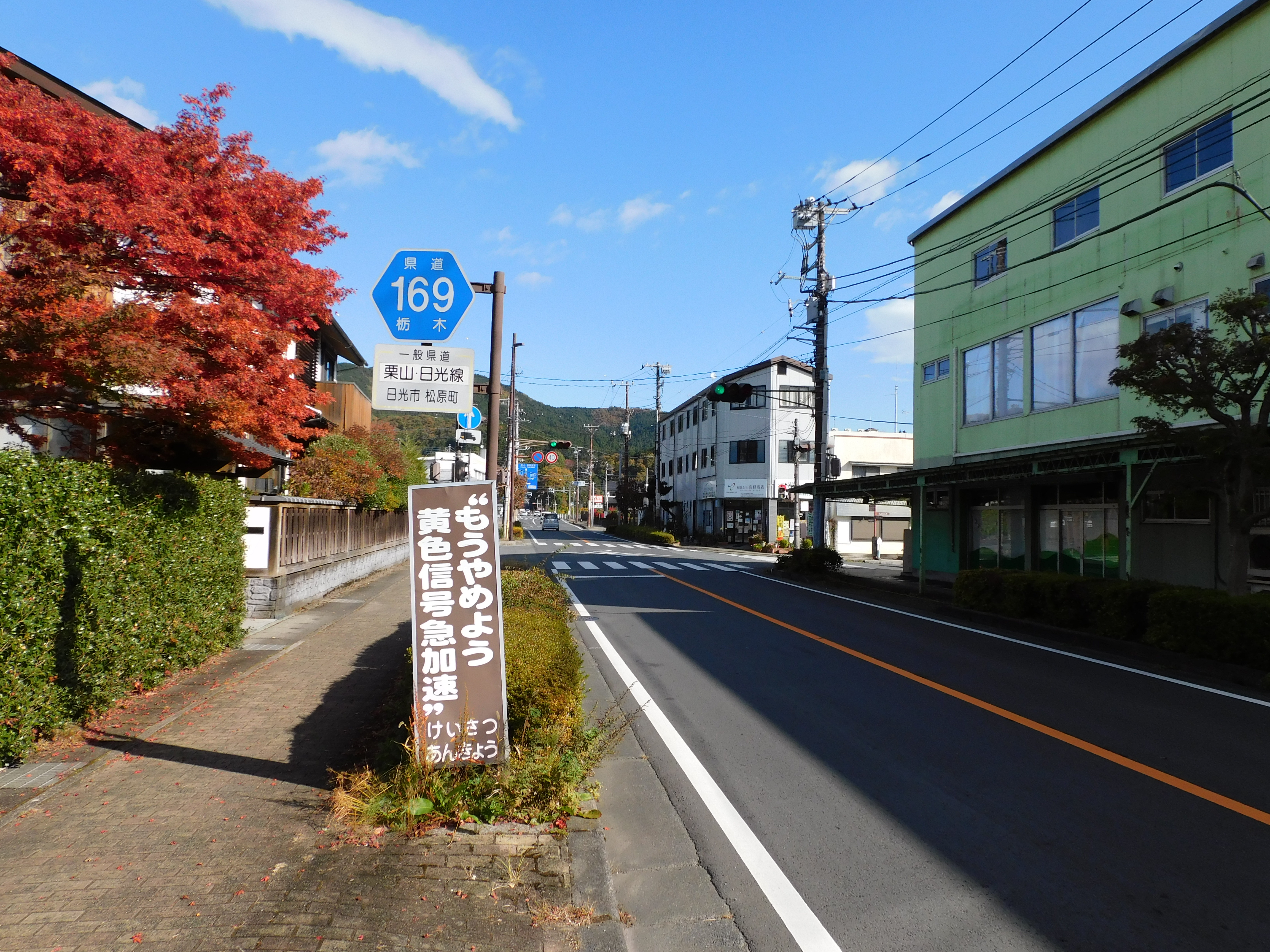
終点付近（2021年11月）

栃木県道169号栗山日光線（とちぎけんどう169ごう くりやまにっこうせん）は、栃木県日光市栗山地区から日光地区に至る一般県道である。

## 概要
霧降高原を南北に縦断する道は霧降高原道路ともよばれ、路線の一部16.26キロメートルは、かつては栃木県道路公社が管理する霧降高原有料道路という有料道路として供用されていたが、2006年（平成18年）9月26日から無料開放された。日光市栗山地区（旧塩谷郡栗山村）と日光市日光地区市街を結ぶ生活道路として、また観光道路として建設された。

### 路線データ
- 起点：栃木県日光市日陰字青柳（＝栃木県道23号川俣温泉川治線交点）
- 終点：栃木県日光市松原町（＝国道119号交点）
- 路線延長：25.963 km

## 歴史
- 1964年（昭和39年）4月
大笹林道が開通[3]。
- 1972年（昭和47年）7月4日
栃木県が栃木県道169号青柳日光線として認定。
- 2008年（平成20年）4月1日
栃木県が栃木県道169号栗山日光線に名称変更。

## 路線状況
霧降高原道路の区間は、複合カーブが連続する山岳ワインディングロードで、もとは観光有料道路だったためルートは爽快に走れることから、ツーリングに訪れるライダーも多い。

### 旧霧降高原有料道路
霧降高原（きりふりこうげん）有料道路は、日光市の栃木県道245号栗山今市線交点から山麓に至るかつての有料道路である。1976年（昭和51年）9月26日に供用を開始して栃木県道路公社が管理していたが、2006年（平成18年）9月25日をもって30年の償還期間が終了し、同年9月26日より無料開放された。
有料道路時代の通行料金
- 普通車：930円
- 大型車(I)：1,470円
- 大型車(II)：3,350円
- 軽車両等：100円

### 道路施設
- 六方沢橋（ろっぽうざわばし）
日光市瀬尾地内の女峰山の中腹を流れる六方沢に架かる長さ320メートル (m) の逆ローゼアーチ橋。標高1434 mの位置にあり[8]、下の沢から橋桁までの高さは約130 mもある[1]。橋の両たもとには駐車場がある。

## 地理
日光連山にある女峰山の東斜面の高原地帯である霧降高原の中を走る観光道路で、高原の尾根伝いにワイディングロードが走る。高原頂部あたりにあるキスゲ平は、6月中旬から7月上旬ごろに高山植物のニッコウキスゲの花が咲き乱れる観光名所で知られる。また春の新緑や、秋の紅葉の名所として知られる道路でもある。六方沢橋から北部には大笹牧場があり、沿道には牧草地や白樺の林が広がる。

### 通過する自治体
- 栃木県
日光市

### 交差する道路
- 栃木県道23号川俣温泉川治線：日陰
- 栃木県道245号栗山今市線：日陰 - 瀬尾で重複
- 栃木県道247号日光今市線：霧降大橋交差点
- 国道119号：松原町

### 沿線
- 大笹牧場
- 栃木県警察 日光警察署
- 東武日光線 東武日光駅
- JR日光線 日光駅